# 圣加尼削堂 (维也纳)

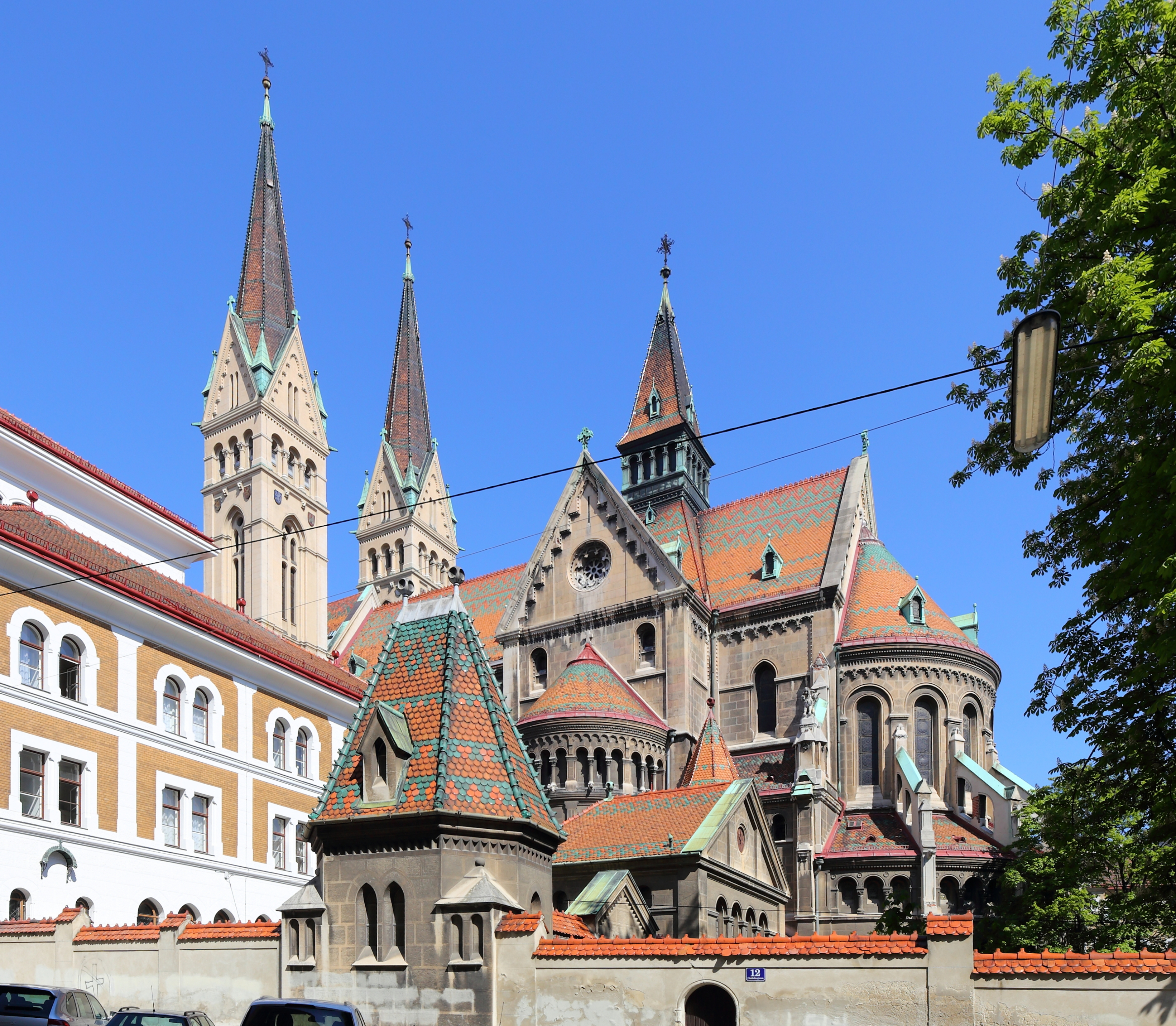
立面

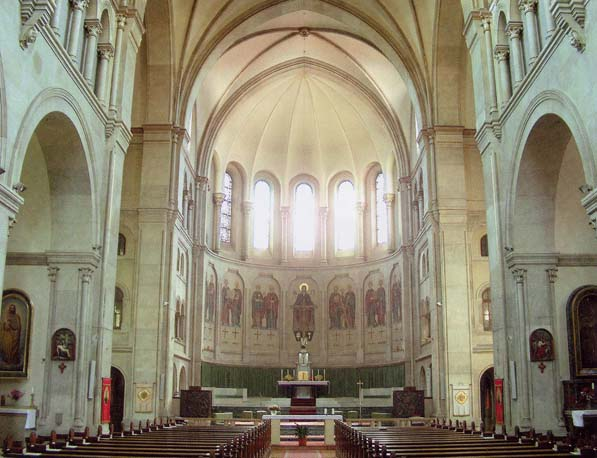
内部

圣加尼削堂（Canisiuskirche）是一座宏伟的罗马天主教教堂，位于维也纳的阿尔瑟格伦德区。

## 历史
1897年，加尼削去世300周年之际，卡尔一世的母亲约瑟法提议修建。该堂始建于1899年7月，1903年10月18日建成，弗朗茨·约瑟夫一世为其揭幕。1925年加尼削册封为圣人后，教堂改用他的名字。一块来自客西马尼园的珍贵岩石被打进地基。

## 建筑
该堂是由建筑师古斯塔夫·冯·诺伊曼设计，有两座85米高的塔楼，为维也纳第四高的教堂。其窗户描绘的是斯德望、多默、天使弥额尔和拉斐尔，圣方济·沙勿略，宗徒伯多禄和保禄，老楞佐和圣家等。两侧供奉圣若瑟、圣依纳爵、伯多禄加尼削和臬玻穆的若望等。伯多禄加尼削手持教义问答，背景是斯德望主教座堂 (维也纳)、布拉格耶稣圣婴像。